# Ötvöskónyi
Ötvöskónyi là một thị trấn thuộc hạt Somogy, Hungary. Thị trấn này có diện tích 27,71 km², dân số năm 2010 là 882 người, mật độ 32 người/km².